# Ramadan Agab
Ramadan Kreen El-Agab, semplicemente noto come Ramadam Agab (20 febbraio 1986), è un calciatore sudanese, ruolo attaccante dell'Al-Merrikh.

## Carriera

### Club
Ha sempre giocato nel campionato sudanese.

### Nazionale
Ha esordito con la maglia della nazionale nel 2010.

## Palmarès

### Club

#### Competizioni nazionali
- Sudan Premier League: 3

Al-Merrikh: 2013, 2019, 2020
- Coppa del Sudan: 4

Al-Merrikh: 2012, 2013, 2014, 2015

#### Competizioni internazionali
- Coppa Kagame Inter-Club: 1

Al-Merrikh: 2014